# Pável Belov
Pável Alexêievitch Belov (em russo:  Па́вел Алексе́евич Бело́в; 18 de fevereiro de 1897 - 3 de dezembro de 1963) foi um coronel-general do Exército Vermelho durante a Segunda Guerra Mundial. Ele é conhecido principalmente por seu papel na Batalha de Kursk de 1943, e por parar a ofensiva pomeraniana de Heinrich Himmler, no início de 1945.

## Juventude
Belov nasceu em Shuia, em 18 de fevereiro de 1897, e ingressou no Exército Imperial Russo em 1916, dois anos após a eclosão da Primeira Guerra Mundial. Alistado como soldado, ele acabou promovido a praporshchik. Em 1919, ele se tornou para a política, juntando-se ao Partido Comunista da União Soviética e também ao Exército Vermelho. Ele comandou um esquadrão de cavalaria durante a Guerra Civil Russa.

## Segunda Guerra Mundial
De 1922 a 1929, Belov liderou um regimento de cavalaria. Ele se formou na Academia Militar de Frunze em 1934 e serviu como comandante de uma divisão de cavalaria. De 1935 a 1940, Belov recebeu o comando de seu próprio corpo de cavalaria. Ele desempenhou um papel fundamental em parar a Operação Tufão, o codinome alemão para o ataque a Moscou, nos últimos meses de 1941, enquanto servia como comandante do 2º Corpo de Cavalaria, posteriormente redesignado como o 1º Corpo de Cavalaria "da Guarda". Belov assumiu o 61º Exército em junho de 1942 e foi promovido a tenente-general. Com este exército, ele desempenhou um papel fundamental na Batalha de Kursk, a maior batalha de tanques na história militar, e também a luta em torno de Voronej. Promovido a coronel-general em julho de 1944, Belov participou da libertação da Ucrânia, Polônia e finalmente na Batalha de Berlim.

## Vida mais tarde
Após a Segunda Guerra Mundial, ele comandou o Distrito Militar do Sul dos Urais por dez anos. Ele então presidiu a Sociedade Voluntária para Assistência ao Exército, Aeronáutica e Marinha (DOSAAF). Belov se aposentou do exército em 1960 e morreu em 3 de dezembro, três anos depois.